# William Clapier
Pour les articles homonymes, voir Clapier.
William Clapier, (nom en religion Jean Clapier) né à Nîmes, le 8 mai 1959, est un écrivain français, théologien, essayiste, conférencier, investi dans le dialogue inter-spirituel, inter-religieux et les questions de société.

## Biographie
Après avoir pratiqué la méditation des voies orientales, William Clapier découvre la foi chrétienne (septembre 1981) en dehors de toute appartenance ecclésiale ou confessionnelle, il se plonge dans la lecture de Maître Eckhart, Jean de la Croix, Thérèse de Lisieux.
Il se rapproche de l'Église catholique et entre dans l'Ordre des Carmes déchaux, à Montpellier, prenant le nom de frère Jean Clapier (1984).
Après un master en théologie à l'Université de Fribourg en Suisse (1993 : La résurrection de la chair, Approche d'un mystère selon l'enseignement de saint Thomas d'Aquin), il se spécialise dans la spiritualité de Thérèse de Lisieux et soutient une thèse de doctorat en théologie à l'Institut catholique de Toulouse, Le mystère pascal dans l'expérience et la pensée de sainte Thérèse de Lisieux, sous la direction de André Dupleix (et du père Conrad De Meester) (2002).
Il écrit dans diverses revues (Carmel (revue), Communio, Teresianum, Nouvelle Revue théologique, Vie Thérésienne, Christus), publie des monographies sur Thérèse de Lisieux, Élisabeth de la Trinité ainsi qu'une biographie sur les parents de Thérèse de Lisieux, Louis et Zélie Martin, canonisés en 2015.
Il retrouve l'état laïc en 2007 et devient animateur en pastorale scolaire (2008), puis conseiller principal d'éducation (2011) (au collège de l'Institut Valsainte à Nîmes) (jusqu'en 2021).
Dans son ouvrage Quelle spiritualité pour le XXIe siècle ? Au fil d'une vie (2018), écrit après un accident de vélo (28 janvier 2016), il partage le fruit de son expérience sur les chemins de l'intériorité.
Son ouvrage Effondrements ou révolution ? Un appel au sursaut spirituel (2020) aborde la crise socio-écologique à partir de ses racines éthiques et spirituelles.
William Clapier est membre du Laboratoire de recherche sur les mutations spirituelles créé en 2021, rattaché à l'ISTR-ICM de Marseille et du Centre Hélène et Jean Bastaire (fondé par Fabien Revol).Il est également membre des associations Culture et Climat Montpellier, Chrétiens unis pour la Terre, du Mouvement Laudato si' (et de la Société œcuménique francophone de théologie de l'écologie).

## Ouvrages

### Thèmes
Les ouvrages de W. Clapier traitent de spiritualité chrétienne, à travers ses aspects théologiques, mystiques, psychologiques, écologiques, sociétaux et inter-religieux. Il aborde aussi le questionnement des spiritualités laïques, agnostiques et athées, leurs problématiques dans le contexte sociétal actuel, altéré par la crise écologique planétaire sur son blog sur le site de La Croix.

### Publications
- L'Esprit, ce grand oublié, A l'écoute d'un monde en mutation, Salvator, 2021 (ISBN 978-2-7067-2018-5)[13].
- Effondrements ou révolution? Un appel au sursaut spirituel, Le Passeur, 2020 (ISBN 978-2-36890-752-8) (édition poche, 2021)[14],[15],[16].
- Quelle spiritualité pour le XXIe siècle ? Au fil d'une vie, Presses de la Renaissance, 2018 (ISBN 978-2-7509-1400-4)[1],[6],[17].
- Une année avec Thérèse de Lisieux, Presses de la Renaissance, 2017 (ISBN 978-2-7509-1400-4).
- Sainte Thérèse de Lisieux (préf. Michael Lonsdale), Le Figaro & Presses de la Renaissance, coll. « Les grandes figures de la spiritualité chrétienne », 2017 (ISBN 978-2-7509-1321-2).
- Quand la Vierge sourit aux pécheurs, Histoire, charisme, actualité (préf. Hervé Soubias), Salvator, 2013 (ISBN 978-2-7067-0989-0).
- Thérèse de Lisieux au risque de la psychologie (préf. Jacques Arènes), Presses de la Renaissance, 2010 (ISBN 978-2-7509-0565-1).
- Louis et Zélie Martin: une sainteté pour tous les temps (préf. Pierre Descouvemont), Presses de la Renaissance, 2009 (ISBN 978-2-7509-0431-9) (réédition 2015; traduit en italien, polonais, espagnol; édition poche chez Artège, 2019)[18].
- Thérèse de Lisieux, approches psychologiques et spirituelles, Éditions Desclée de Brouwer, 2008 (ISBN 978-2-220-06002-6)[19].
- Élisabeth de la Trinité, l'aventure mystique. Sources, expérience théologale, rayonnement (préf. Roland Minnerath), Éditions du Carmel, 2006 (ISBN 2-84713-050-0)[20].
- Une voie de confiance et d'amour: l'itinéraire pascal de Thérèse de Lisieux (préf. Pierre Debergé), Éditions du Cerf  & Ed. du Carmel, 2005 (ISBN 2-204-07945-6)[21],[22].
- Aimer jusqu'à mourir d'amour, Thérèse et le mystère pascal, Cerf, 2003 (ISBN 2-204-07299-0)[23],[22].